# 131 TCN
Năm 131 TCN là một năm trong lịch Julius. 